# Leptogium sessile
Leptogium sessile är en lavart som beskrevs av Vain. Leptogium sessile ingår i släktet Leptogium och familjen Collemataceae.   Inga underarter finns listade i Catalogue of Life.